# گازمانیا کانیفرا
گازمانیا کانیفرا(نام علمی: Guzmania conifera) نام یک گونه از تیره آناناسیان است.